# Per Otto Adelborg
Per Otto Adelborg, född 24 april 1781 i Lovisa i Finland, död 2 mars 1818 i Västervik, var en svensk militär (militär) och konstnär (grafiker och karikatyrtecknare). Han var far till Bror Jacob Adelborg.

## Biografi
Adelborg föddes i Lovisa som son till kaptenen vid fortifikationen Erik Otto Adelborg och Anna Sofia Carlsköld. Redan den 13 maj 1796 blev han extra fänrik vid Drottningens livregemente och han avlade officersexamen den 12 juli 1797. Han utnämndes därefter till kornett vid Nylands lätta dragonkår den 16 juni 1808. Därefter befordrades han under de följande åren upp till premiärlöjtnant den 4 maj 1805. Han deltog i finska kriget 1808–1809 som fördelningsadjutant samt stabschef för den svenska fördelningen av den finska armén. Han deltog därför i ett stort antal strider, som ledde till att han 1808 fick medaljen För tapperhet i fält i guld samt att han befordrades till ryttmästare vid sitt regemente den 10 oktober 1808 varvid han övergick till Livregementsbrigadens kyrassiärkår. Han befordrades till överstelöjtnant i armén den 22 maj 1814 och deltog i fälttåget mot Norge som chef för staben under generalmajor Carl Mörner.
Adelborg kombinerade krigstjänsten med att teckna av sin samtid. I linjeetsning utförde han en serie om 21 karikatyrscener från Gustav IV Adolfs regering och fältslaget i Pommern 1807 eftersom dessa inte var signerade har de tidigare tillskrivits bland andra Aleander, Almfelt, Brunow, Cumelin och Nordquist. Som grafiker arbetade Adelborg även med litografi; ett verk med en skämtscen där motivet är en roddbåt i storm förvaras på Kungliga Biblioteket. Han är representerad med teckningar och etsningar vid Nationalmuseum, Uppsala universitetsbibliotek och Lunds universitetsbibliotek. År 1811 medverkade han i Konstakademiens utställning med fyra kopior i olja med religiösa motiv efter olika mästare.

## Utmärkelser
- För tapperhet i fält i guld – 1808
- Riddare av Svärdsorden – 1814

## Bilder

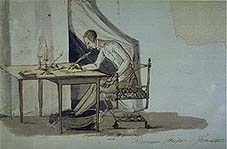
Kungen skrifver i Fotvatten. Karikatyr av Gustav IV Adolf på Gripsholm. Lavering 20 april 1809 av O. Adelborg (Nationalmuseum).